# Leonora Baroni
Leonora Baroni, zwana L’Andrianella lub L’Adrianetta (ur. w grudniu 1611 w Mantui, zm. 6 kwietnia 1670 w Rzymie) – włoska śpiewaczka i instrumentalistka.

## Życiorys
Była córką Adriany Basile. Wychowywała się na dworze Gonzagów w Mantui, gdzie otrzymała wykształcenie muzyczne. Od około 1625 roku występowała w Neapolu, a od 1633 roku w Rzymie. Związana była z dworem Barberinich i poślubiła sekretarza kardynała Francesco Barberiniego nazwiskiem Castellani. W 1644 roku została ściągnięta przez kardynała Jules’a Mazarina do Paryża, gdzie śpiewała na dworze regentki Anny Austriaczki. W 1645 roku wróciła do Rzymu.
Ceniona była jako śpiewaczka, komponowała też utwory muzyczne i pisała wiersze. John Milton poświęcił jej 3 swoje epigramaty pisane po łacinie Ad Leonoram Romae canentem.